# Carl Leo
Carl Albert Oscar Leo (* 7. Februar 1902 in Hamburg; † 11. März 1969 ebenda) war ein deutscher Politiker der Deutschen Staatspartei.

## Leben und Beruf
Nach dem Studium der Jurisprudenz ließ sich Leo, der evangelischen Glaubens war, 1928 als Rechtsanwalt in seiner Heimatstadt Hamburg nieder. Er betrieb in der Bleichenbrücke 10 in der Neustadt eine Sozietät mit Ernst Sachs. Nach der Machtergreifung der Nationalsozialisten galt er wegen eines jüdischen Großelternteils als „Vierteljude“. Trotzdem konnte er seinen Beruf weiter ausüben. 
Im Mai 1937 wanderte Carl Leo nach Brasilien aus, wo er als kaufmännischer Angestellter tätig war. Nach dem Zweiten Weltkrieg blieb er zunächst in Brasilien, kehrte aber 1963 nach Hamburg zurück und wurde am 12. November 1963 wieder als Rechtsanwalt zugelassen.
Carl Leo wurde auf dem Friedhof Ohlsdorf beigesetzt. Die Grabstätte im Planquadrat N 36, östlich von Kapelle 10, ist verwaist.

## Abgeordneter
Leo gehörte von 1932 bis 1933 für die Deutsche Staatspartei der Hamburgischen Bürgerschaft an.